# Ioannes de Thurocz
Ioannes de Thurocz (c. 1435–1488/1489) a fost un istoric maghiar. A publicat, în 1488, Chronica Hungarorum, scrisă în latina târzie și semnată cu numele lui latin: Joannes de Thurocz.
Thurocz a fost format în mănăstirea premonstratensă din Šahy.